# Верещагин, Фёдор Григорьевич
Фёдор Григорьевич Вереща́гин (укр. Федір Григорович Верещагін; 1910—1996) — советский, украинский актёр, театральный режиссёр. Народный артист СССР (1977).

## Биография
Родился 4 (17) мая 1910 года в Николаеве (ныне в Украине).
Работал шахтёром в Донбассе. Там же стал активно участвовать в художественной самодеятельности.
В 1941 году окончил режиссёрский факультет Киевского государственного театрального института (ныне Киевский национальный университет театра, кино и телевидения имени И. К. Карпенко-Карого).
В 1941—1942 годах — актёр фронтового театра 21-й армии. Участник войны.
В 1943—1945 годы — режиссёр Кировоградского украинского драматического театра (ныне Кировоградский украинский академический музыкально-драматический театр им. М. Л. Кропивницкого).
В 1945—1948 годах — директор Винницкого украинского областного музыкально-драматического театра (с 1957 — имени Н. К. Садовского). В 1948 году театр был объединён с находившимся в Виннице Измаильским музыкально-драматическим театром, где он, уже как главный режиссёр, возглавил объединённую труппу. Руководил театром до 1986 года, с 1955 — ещё и его директор.
Член КПСС с 1954 года.
Умер 13 мая 1996 года в Виннице. Похоронен на центральном городском кладбище «Подлесное».

## Награды и звания
- Народный артист Украинской ССР (1960)
- Народный артист СССР (1977)
- Орден Ленина (1967)[3]
- Орден Трудового Красного Знамени (1980)[4]
- Орден Отечественной войны II степени (1985)
- Медаль «За трудовое отличие» (1951)[5]
- Медали
- Почётный гражданин Винницы.

## Постановки
- 1943 — «Разлом» Б. А. Лавренёва
- 1946 — «Любовь Яровая» К. А. Тренёва
- 1946 — «Назар Стодоля» Т. Г. Шевченко
- 1947 — «Овод» по Э. Л. Войнич
- 1954 — «Сон князя Святослава» И. Я. Франко
- 1955 — «Эмилия Галотти» Г. Э. Лессинга
- 1956 — «Катерина» Н. Н. Аркасом по поэме Т. Г. Шевченко
- 1957 — «Ночь и пламя» Н. Я. Зарудного
- 1958 — «Весёлка» Н. Я. Зарудного
- 1958 — «Если ты любишь» Н. Я. Зарудного
- 1960 — «Мёртвый бог» Н. Я. Зарудного
- 1963 — «Марина» Н. Я. Зарудного
- 1964 — «Гайдамаки» по Т. Г. Шевченко
- 1967 — «Люди не ангелы» И. Ф. Стаднюка
- 1974 — «Кавказский меловой круг» Б. Брехта

## Фильмография
- 1967 — «Не суждено» (фильм-спектакль; режиссёр, совм. с М. Джинджиристым)

## Память
- После смерти режиссёра в 1996 году одна из улиц Винницы названа его именем.
- Ежегодно в Музее почётных граждан Винницы проводится конкурс им. Почётного гражданина Винницы, народного артиста СССР Ф. Верещагина, в котором принимают участие коллективы художественной самодеятельности[6].